# Sarangani Blaan jezik
Sarangani Blaan jezik (ISO 639-3: bps; balud, bilaan, tumanao), austronezijski jezik uže bilijske skupine, poskupine Blaan, kojim govori 90 800 ljudi (2000) na otoku Mindanao u Filipinima, u provincijama Timog Kotabato i Timog Dabaw.
Pripadnici etničke grupe zovu se B'laan a upotrebi su i cebuanski [ceb], i još neki jezici

## Vanjske poveznice
- Ethnologue (14th)
- Ethnologue (15th)